# Иво Тонев
Иво Атанасов Тонев е български бизнесмен, бивш изпълнителен директор, собственик и председател на УС на ПФК Левски, както и бивш председател на управителния съвет на Българския спортен тотализатор. От 2007 до 2012 г. е общински съветник на София от групата на ГЕРБ, но напуска заради ангажиментите си към „Левски“. 
Собственик на нощните клубове Night Flight.

## Кариера
Завършва Софийската математическа гимназия, а след това Университета по национално и световно стопанство със специалност „Икономика на транспорта“.

Като футболист е централен нападател на отборите на Локомотив (Дряново), Локомотив (Мездра), Янтра (Габрово), Септември (София), Миньор (Перник), но приключва рано с футбола. От 1994 до 2011 г. работи в Локомотив (София), първоначално като секретар, а по-късно става изпълнителен директор. От края на 2011 е изпълнителен директор на Левски (София). От 24 юни 2015 г. става един от основните акционери в Левски след оттеглянето на Тодор Батков.